# 李経羲
李 経羲（り けいぎ、1857年〈咸豊7年〉 - 1925年（民国14年）9月18日）は、清末民初の政治家。清末は総督などの地方官を歴任し、民国時代は極めて短期間ながらも北京政府の国務総理を務めた。李鴻章の実弟李鶴章の子である。字は仲仙、仲軒。号は悔庵、蛻叟。

## 事跡

### 清末の事跡
1879年（光緒5年）、廩膳生（廩生）から優貢を取得する。さらに朝考で一等を獲得し、知県として任用された。1885年（光緒11年）、海防経費を献納（「報効」）したことにより、道員として優先的に選任されることとなる。2年を経て四川省永寧道で任用された。1893年（光緒19年）、湖南省塩法長宝道に補充任用（「補授」）された。1897年（光緒23年）、按察使に補充任用される。1898年（光緒24年）、福建布政使、1899年（光緒25年）、雲南布政使と歴任した。
1901年（光緒27年）、広西巡撫、雲南巡撫を歴任した。翌光緒28年（1902年）の末に、貴州撫篆并兼貴州提督に就任した。1904年（光緒30年）5月、広西巡撫に異動する。このとき、省内の団練・保甲を整頓し、戸口を調査し、随営速成学堂を創設した。1905年（光緒31年）10月、病のため辞任し、安徽鉄路鉱務総理となった。
1909年（宣統元年）1月、雲貴総督に昇進し、昆明に赴任した。この時、特に雲南省で、鉱山の開発・実業の振興に取り組んだ。また、蔡鍔・唐継尭ら日本留学経験者を多く起用し、雲南陸軍講武堂などを創設して、新軍の創設・強化にも貢献した。このほか、イギリスなどの諸国との領土確定交渉にも当事者として参加し、総督・巡撫を代表して憲政への移行を中央に奏請するなどしている。
以上のように、内政改革等では開明的な姿勢を示していた李経羲であったが、革命の動きには弾圧をもってのぞんだ。しかし、蔡鍔・唐継尭ら新軍軍人は革命派に傾倒していたのである。1911年（宣統3年）10月29日夜、革命派による昆明重九起義が勃発した。李は捕虜とされたが、蔡鍔の指示により釈放され、上海へ逃亡している。

### 北京政府での活動
1913年（民国2年）2月、王芝祥・于右任らが北京で国事維持会を組織すると、李経羲はこれに参加した。これ以後、北京政府の政治家として復帰する。
同年7月の二次革命（第二革命）後、李経羲は袁世凱への接近を強める。11月に国会の代替機関として政治会議が設置されると、李はその議長となって、国会解散の提案を行った。1914年（民国3年）1月、約法会議議員資格審定委員会委員長を兼任する。5月に参政院参政、10月審計院院長となった。1915年（民国4年）に袁が皇帝即位を企むと、李は「嵩山四友」の1人（他は徐世昌、趙爾巽、張謇）としてこれを補佐した。しかし、同年12月の護国戦争（第三革命）勃発に際して、袁から護国軍の蔡鍔を説得するよう命じられると、李はこれを拒否し、以後、袁への一切の協力を断った。
1917年（民国6年）春、李経羲は段祺瑞内閣・伍廷芳内閣で財政総長兼塩務署総弁をつとめた。府院の争いで、総統黎元洪により段祺瑞が国務総理から一時罷免されると、李が後任国務総理に指名された。ところが、段を支持する倪嗣沖ら安徽派督軍たち（督軍団）の抵抗により就任を妨害される。6月22日にようやく就任したものの、7月1日の張勲復辟で総辞職に追い込まれた。李経羲内閣は、北京政府における最短の内閣であった。以後、李は天津経由で上海に逃げ込み、政治の舞台から去った。
1925年（民国14年）9月18日、上海で病没。享年69。